# Micreumenes
Micreumenes (лат.) — род одиночных ос (Eumeninae). Известно около 30 видов.
Афротропика.

## Описание
Осы средних и мелких размеров (около 1 см). Окраска чёрная с светлыми пятнами и перевязями. Взрослые самки охотятся на личинок насекомых, которые служат кормом для развития собственных личинок осы. От близких родов отличаются следующими признаками: тергит I в дорсальном виде длиннее ширины; тегулы не увеличены; средние голени с одной шпорой.

## Классификация
Известно около 30 видов. Род был выделен в 1902 году для вида Micreumenes curriei Ashmead, 1902.
- Micreumenes adelphus (Meade-Waldo, 1911)
- Micreumenes annulipes (Cameron, 1910)
- Micreumenes aterrimus (Giordani Soika, 1944)
- Micreumenes basilewskyi (Giordani Soika, 1955)
- Micreumenes brevicornis Gusenleitner, 2005
- Micreumenes clypeolaris Giordani Soika, 1983
- Micreumenes crassipunctatus Gusenleitner, 2000
- Micreumenes curriei Ashmead, 1902
- Micreumenes glaber Giordani Soika, 1983
- Micreumenes guillarmodi Giordani Soika, 1983
- Micreumenes kelneri Giordani Soika, 1983
- Micreumenes kenyaensis Gusenleitner, 2000
- Micreumenes marci Gusenleitner, 2000
- Micreumenes microspinae Gusenleitner, 2000
- Micreumenes mozambicanus (Giordani Soika, 1944)
- Micreumenes mutarensis Gusenleitner, 2002
- Micreumenes natalensis (de Saussure, 1855)
- Micreumenes nigerrimus Gusenleitner, 2000
- Micreumenes nigrorufus Giordani Soika, 1989
- Micreumenes notabilis Giordani Soika, 1983
- Micreumenes obscurus Gusenleitner, 2000
- Micreumenes perversus Giordani Soika, 1989
- Micreumenes petri Gusenleitner, 2000
- Micreumenes ruficlypeus Gusenleitner, 1998
- Micreumenes rufipes (Cameron, 1905)
- Micreumenes separandus Gusenleitner, 2002
- Micreumenes snellingi Gusenleitner, 2002
- Micreumenes subtilis Gusenleitner, 2007
- Micreumenes voiensis Gusenleitner, 2000